# Verschiedenblättrige Kratzdistel
Die Verschiedenblättrige Kratzdistel (Cirsium heterophyllum, Syn.: Cirsium helenioides), auch Alantdistel genannt, ist eine Pflanzenart aus der Gattung der Kratzdisteln (Cirsium) innerhalb der Familie der Korbblütler (Asteraceae). Sie ist in Eurasien weitverbreitet.

## Beschreibung

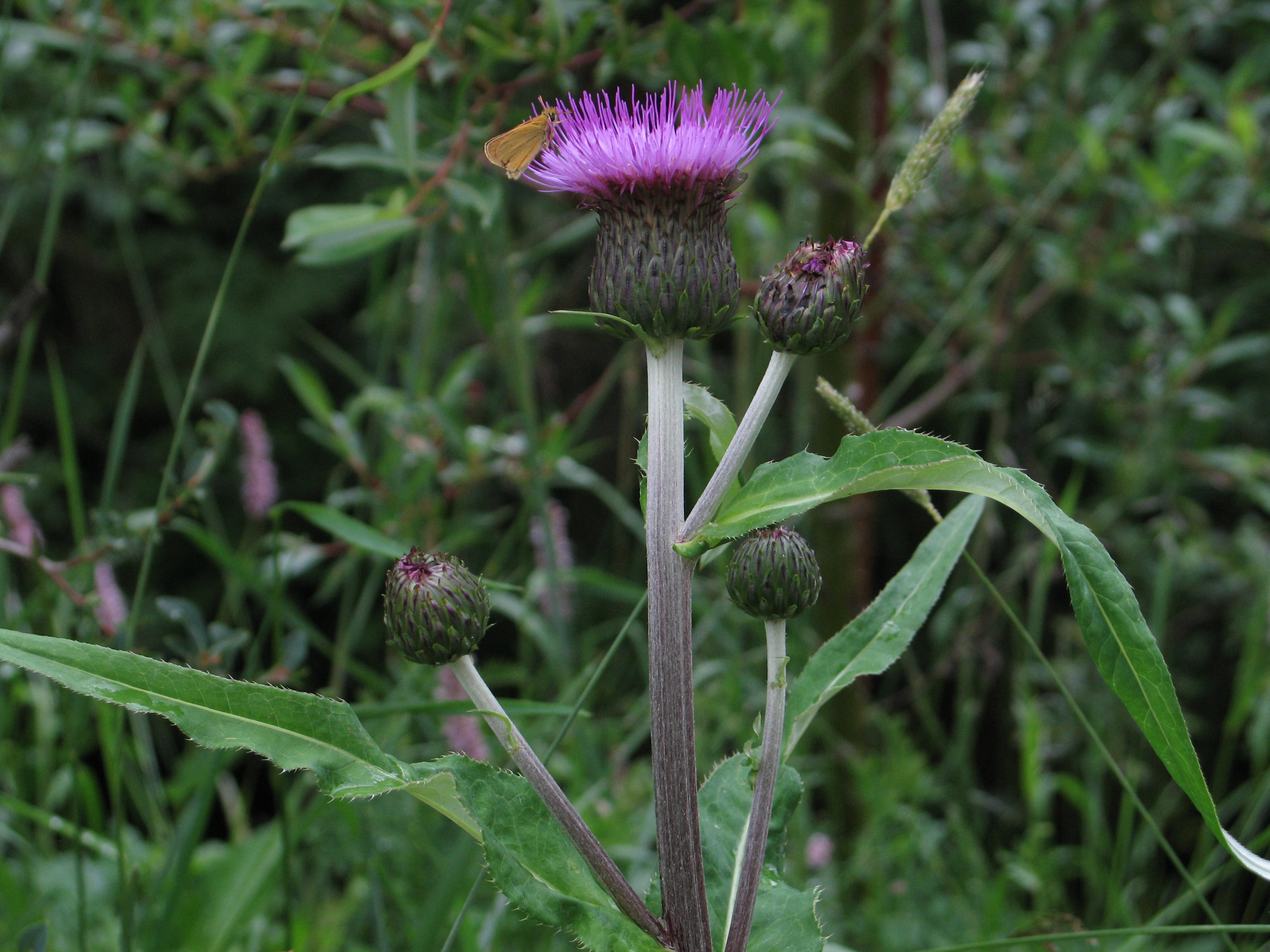
Stängel und Blütenkorb

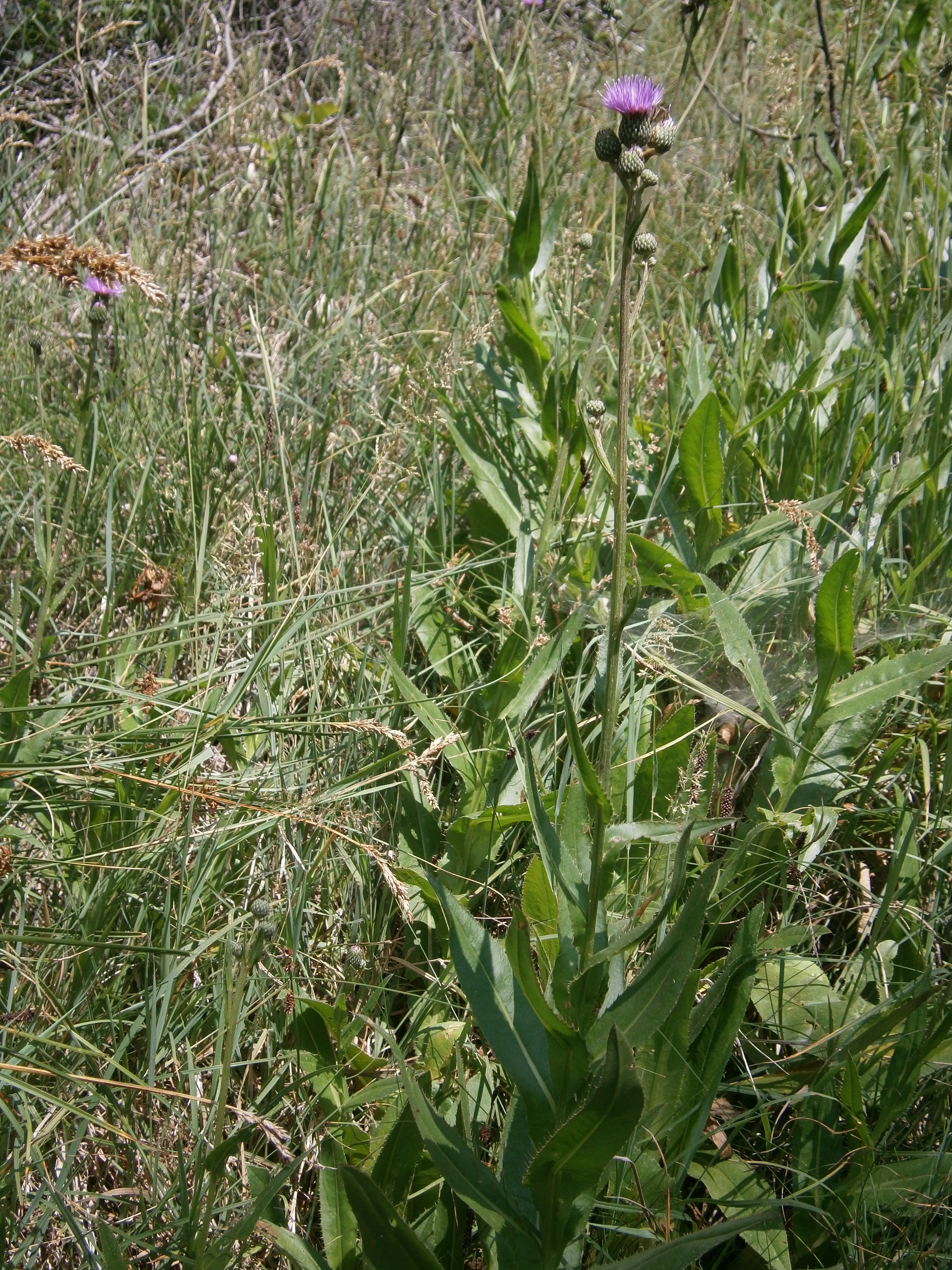
Habitus

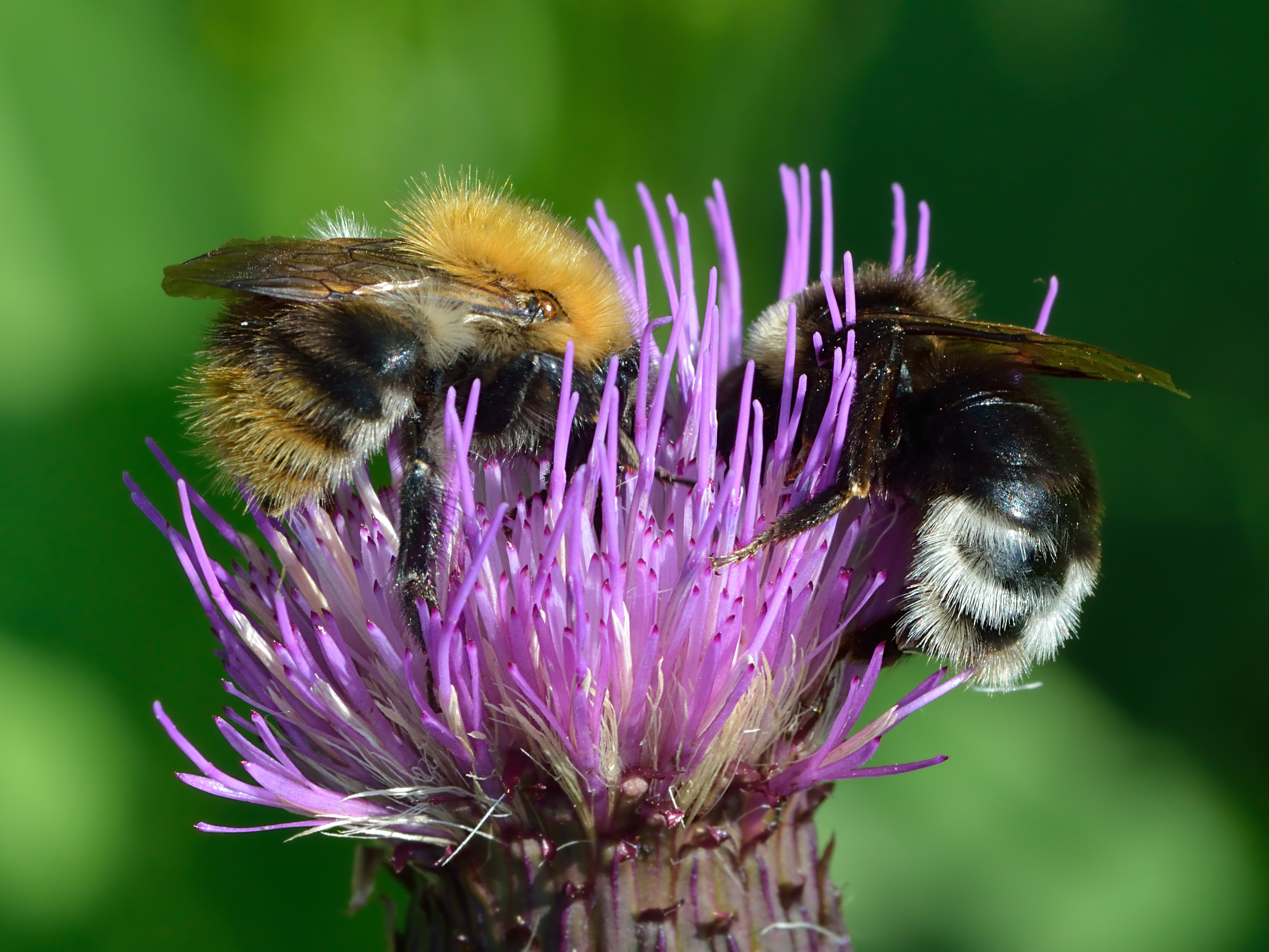
Blütenbesuch

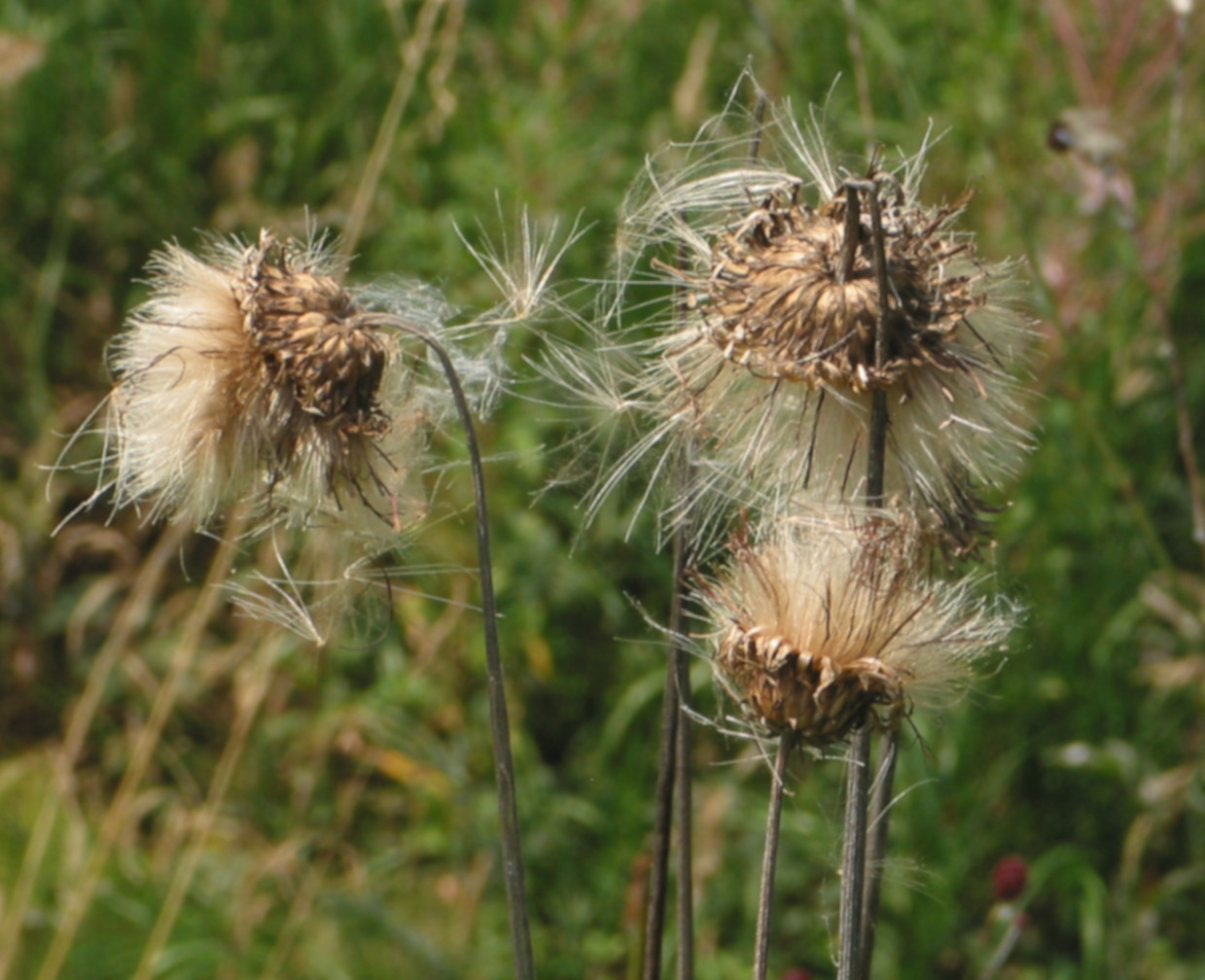
Fruchtstände

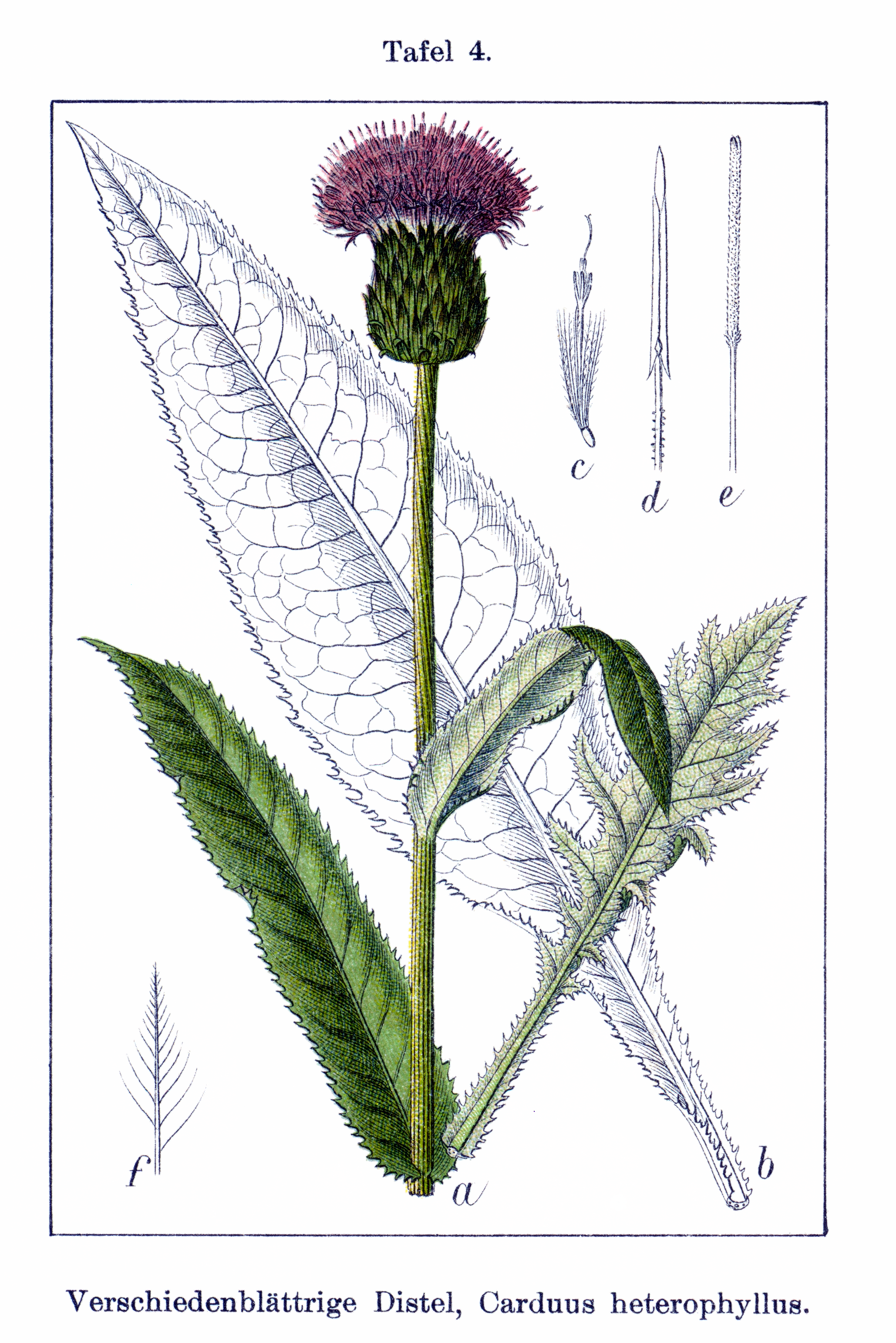
Illustration aus Sturm, 14, Tafel 004

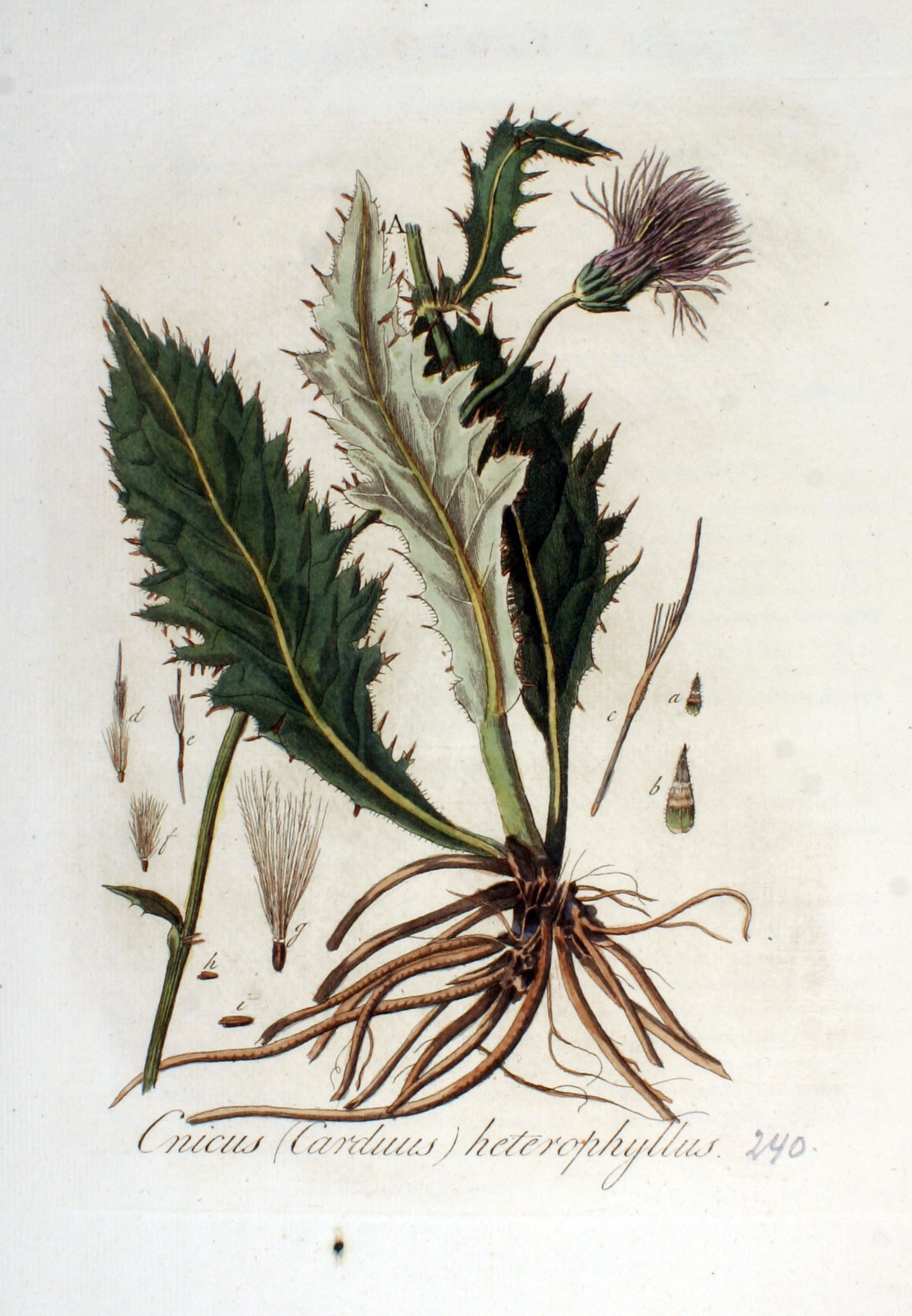
Illustration aus Flora Batava, Volume 3

### Vegetative Merkmale
Die Verschiedenblättrige Kratzdistel ist eine ausdauernde krautige Pflanze, die Wuchshöhen von 40 bis 100, selten bis zu 120 oder 150 Zentimetern erreicht. Die meisten oberirdischen Pflanzenteile sind nur sehr schwach stachelig. Jedes Pflanzenexemplar bildet nur einen aufrechten, oft dunkelrot überlaufenen, etwas grau-filzig behaarten, ungeflügelten und nicht bestachelten Stängel sind meist unverzweigt, höchstens mit wenigen einkörbigen Verzweigungen.
Die weichen Laubblätter sind in einer grundständigen Rosette und wechselständig am Stängel angeordnet. Die auch noch zur Blütezeit vorhandenen Grundblätter sind gestielt und ihre Blattspreite verschmälert sich zum Blattstiel hin. Die Stängelblätter sind sitzend und stängelumfassend, jedoch nicht herablaufend. Die Blattoberseite ist grün sowie kahl und die -unterseite dicht schneeweiß filzig oder wollig behaart. Die Form der Blattspreite variiert bei einer Länge von 20 bis 40 Zentimetern sowie einer Breite von 4 bis 8 Zentimetern von ungeteilt breit-lanzettlich über mehr oder weniger gezipfelt bis tief fiederspaltig. Die Blattabschnitte sind einfach und fein stachelig-gezähnt. Die obersten Laubblätter sind deutlich voneinander entfernt und werden nach oben hin zunehmend kleiner.

### Generative Merkmale
Die Blütezeit in der Schweiz und in Deutschland reicht von Juli bis August. Die körbchenförmigen Blütenstände befinden sich meist einzeln, seltener zu mehreren (zwei bis fünf) an den Stängelenden über linealischen Hochblättern. Zwischen den Hochblättern befindet sich ein 2 bis 10, selten bis zu 30 Zentimeter langer Blütenstandsschaft. Vor der Anthese der kann der Blütenkorb zur Seite geneigt sein; voll aufgeblüht stehen die Blütenstände allerdings wieder straff aufrecht. Die braun-rote, kaum stachelige Korbhülle (Involucrum) ist bei einer Länge von 2 bis 3 Zentimetern sowie einem Durchmesser von 2 bis 3,5 Zentimetern breit-eiförmig und kahl oder entfernt spinnwebig behaart und die Hüllblätter sind in acht bis zehn Reihen dachziegelartig überlappend angeordnet. Von den mehr oder weniger kahlen und grünen Hüllblättern sind die äußeren eiförmig oder lanzettlich und die inneren linealisch-lanzettlich; die äußeren bis mittleren sind eng anliegend, ganzrandig und enden in 0 bis 1 Millimeter langen Stacheln, die inneren sind flach und enden spitz zulaufend. Auf dem Blütenkorbboden befinden sich keine Spreublätter. Die recht stattlichen Blütenkörbe weisen eine Höhe von 3,5 bis 5 Zentimeter auf. In einem Blütenkorb befinden sich (zahlreiche) 200 bis 300 purpurroten, selten weiße, zwittrige Röhrenblüten. Die 25 bis 30 Millimeter lange Blütenkrone besteht aus einer 10 bis 23 Millimeter langen Kronröhre, die in einem 8 bis 14 Millimeter langen Kronschlund endet, der deutlich weiter ist als die Kronröhre; die Kronzähne sind 7 bis 10 Millimeter lang. Die zwei Griffeläste sind 4 bis 5 Millimeter lang.
Die hell-braunen Achänen sind 3 bis 5 Millimeter lang. Der Pappus ist 20 bis 30 Millimeter lang.

### Chromosomensatz
Die Chromosomengrundzahl beträgt x = 17; es liegt Diploidie mit einer Chromosomenzahl 2n = 34 vor.

## Ökologie
Bei der Verschiedenblättrigen Kratzdistel handelt es sich um einen helomorphen, mesomorphen, plurienn-pollakanthen Hemikryptophyten. Durch unterirdische Wurzelausläufer vermag sich die Verschiedenblättrige Kratzdistel vegetativ zu vermehren und dichte Gruppen zu bilden.
Sie gilt als „nährstoffanspruchsvoll“. Untersuchungen durch Weiskopf et al. 1988 haben gezeigt, dass die Ausbildung bzw. Ausprägung der fiederspaltigen Blattform stark von der Nährstoffversorgung des Pflanzenexemplares abhängt.
Alle Blüten sind zwittrig und sind proterandrisch, dabei sind zuerst die männlichen, später die weiblichen Blütenorgane fertil. Als Belohnung für Bestäuber ist Nektar vorhanden. Es erfolgt gemischte Befruchtung, es kommt häufig sowohl zu Selbst- als auch Fremdbefruchtung. Bei ausbleibender Fremdbestäubung erfolgt spontane Selbstbestäubung innerhalb einer Blüte. Die Bestäubung erfolgt meist durch Insekten. Blütenbesucher sind Hummeln, Bienen, Schwebfliegen und Käfer. Es liegt Selbstkompatibilität vor, dabei führt Selbstbefruchtung erfolgreich zum Samenansatz.
Die Achänen mit ihrem Pappus sind die Diasporen. Die Ausbreitung der Diasporen durch den Mund von Tieren (Stomatochorie), Klett- und Klebausbreitung auf der Oberfläche von Tieren (Epichorie) oder durch den Wind (Anemochorie).
Die Verschiedenblättrige Kratzdistel ist Wirtspflanze für die Pilzarten Puccinia andersoni, Puccinia caricis-frigidae, Puccinia cirsii, Puccinia dioeca und Erysibe cichoriacearum. Gallbildungen werden durch Tephritis conura hervorgerufen.

## Vorkommen
Das Hauptverbreitungsgebiet der Verschiedenblättrigen Kratzdistel erstreckt sich von den nördlichen Britischen Inseln über Nord- und Osteuropa bis ins östliche Sibirien und zur nördlichen Mongolei. Größere Exklaven befinden sich im Altai, Kaukasus, in den Karpaten, Pyrenäen, Alpen und einigen deutschen Mittelgebirgen. Es gibt punktuelle Vorkommen beispielsweise in Island (dort als Neophyt) und Grönland (nur von einem einzigen Fjord bekannt). Für Europa bis Westasien gibt es Fundortangaben für Deutschland, Österreich, Liechtenstein, die Schweiz, Norditalien, Monaco, Frankreich, Andorra, Spanien, Dänemark, Schweden, Norwegen, Finnland, Estland, Lettland, Litauen, Kaliningrad, Russland, Belarus, Tschechien, die Kanalinseln, das Vereinigte Königreich, Irland, Polen, die Slowakei, Slowenien, Kroatien, Serbien, den Kosovo, Montenegro, Rumänien, die Ukraine und Nordkaukasien.
Vorkommensschwerpunkte in Deutschland sind die submontanen bis montanen Höhenstufen von Erzgebirge, Vogtland, Thüringer Wald, Fichtelgebirge, Böhmer-/Bayrischer Wald und Alpen. Tieflandvorkommen in nennenswerter Zahl besaß lediglich Schleswig-Holstein, von denen jedoch die meisten schon vor 1950 erloschen sind. In der Roten Liste der gefährdeten Pflanzenarten Deutschlands nach Metzing et al. 2018 befindet sich die Verschiedenblättrige Kratzdistel in der Vorwarnliste = V. Dies ist eine Verschlechterung der Bewertung gegenüber der vorigen Roten Liste von Korneck et. al. 1998.
In den Allgäuer Alpen steigt die Verschiedenblättrige Kratzdistel in Gipfelnähe des Roßkopfs in Bayern bis zu einer Höhenlage von 1810 Metern auf. Im Kanton Wallis und im Schanfigg erreicht sie eine Höhenlage von 2000 Meter, in Tirol auf der Pfandleralpe im Stubaital eine Höhenlage von 2050 Meter und in der Schweiz im Gebiet der Berninagruppe eine Höhenlage von 2100 Meter.
Die Verschiedenblättrige Kratzdistel wächst hauptsächlich in sickernassen bis feuchten Staudenfluren, frischen bis feuchten Bergwiesen sowie subalpinen Hochstaudengebüschen. Sie kommt in Pflanzengesellschaften der Verbände Polygono-Trisetion, Calthion, Filipendulion, Adenostylion, Nardion, Caricion fuscae oder Caricion ferrugineae vor.
Die ökologischen Zeigerwerte nach Ellenberg sind: Lichtzahl 7 = Halblichtpflanze, Temperaturzahl 4 = Kühle- bis Mäßigwärmezeiger, Kontinentalitätszahl 5 = See-/Steppen-Übergangsklima zeigend, Feuchtezahl 8 = Feuchte- bis Nässezeiger, Feuchtewechsel = keinen Wechsel der Feuchte zeigend, Reaktionszahl 5 = Mäßigsäurezeiger, Stickstoffzahl 6 = mäßigen Stickstoffreichtum bis Stickstoffreichtum zeigend, Salzzahl 0 = nicht salzertragend, Schwermetallresistenz = nicht schwermetallresistent.
Die ökologischen Zeigerwerte nach Landolt et al. 2010 sind in der Schweiz: Feuchtezahl F = 3+ w+ (feucht; Feuchtigkeit stark wechselnd), Lichtzahl L = 3 (halbschattig), Reaktionszahl R = 3 (schwach sauer bis neutral), Temperaturzahl T = 2+ (unter-subalpin und ober-montan), Nährstoffzahl N = 4 (nährstoffreich), Kontinentalitätszahl K = 4 (subkontinental).

## Taxonomie
Erstveröffentlichung  erfolgte 1753 durch Carl von Linné unter dem Namen Carduus heterophyllus in seinem Werk Species Plantarum, Tomus II, Seite 824. Das Artepitheton heterophyllum bedeutet „verschiedenblättrig“. Hill erkannte, dass sie in die Gattung Cirsium gestellt werden muss, und gab ihr 1768 den akzeptierten Namen Cirsium heterophyllum (L.) Hill. Synonyme für Cirsium heterophyllum (L.) Hill sind Carduus helenioides auct. non L., Cirsium helenioides auct. non (L.) Hill sensu Aeschimann & Burdet, sensu Ciocârlan, sensu Dony & al., sensu Guinochet & Vilmorin, sensu Hansen, sensu Hess, sensu Hämet-Ahti & al., sensu Karlsson, sensu Krok & Almquist, sensu Lid, sensu Löve, sensu Martinčič, sensu Mirek, sensu Pignatti, sensu Popescu & Sanda, sensu Rothmaler, sensu Scannell & Synnott, sensu Tutin & al.

## Trivialnamen
Der deutschsprachige Trivialname Verschiedenblättrige Kratzdistel leitet sich davon ab, dass die Laubblätter sehr unterschiedliche Formen aufweisen. Der ebenfalls gebräuchliche Trivialname „Alantdistel“ verweist auf eine entfernte Ähnlichkeit der ungeteilten Blattvariante sowie des Gesamthabitus der Verschiedenblättrigen Kratzdistel mit den entsprechenden Merkmalen des Echten Alants (Inula helenium). Auf Grund der vielen Röhrenblüten im Blütenkorb wird diese Art gelegentlich im Volksmund auch „Rasierpinsel“ genannt.
Für das Riesengebirge ist auch die Verwendung des Trivialnamens weiße Drachenwurzel belegt. In Verbindung mit der sogenannten Signaturenlehre verwendet man im englischsprachigen Raum den Namen melancholy thistle für diese Art.